# Poterie de Cliousclat
La poterie de Cliousclat est située dans le village de Cliousclat en Drôme Provençale (à 30 kilomètres au sud de Valence). L'ensemble du site (atelier de fabrication, cour, bassin de décantation, four) est inscrit "monument historique" depuis le 18 novembre 1997 (référence PA26000002) .

## Historique
La poterie est une activité forte et historique du village de Cliousclat. Des traces d'activité dans le village ont été trouvées dès le Xe siècle. La Drôme comporte de nombreux gisements d'argile adaptés à la poterie , et plusieurs autres villages drômois ont exploité cette ressource (Dieulefit, Le Poët-Laval ...) ,. 

### XIXesiècle
En 1806, 8 fours sont actifs sur la commune : Mentillot, Pierre Pizot (1810), Jean Noyer (1810), Blou, Petot, Jean Paul Rostain (1810), Bouvier et Casimir Dumas (1820) . 
En 1818, ils occupent environ 50 personnes sur la commune (pour une population totale d'environ 750 personnes en moyenne sur le siècle (par exemple, 677 au recensement de 1820). Avec les différents metiers indirects (bucherons, charretiers, ...) ce sont jusqu'à 250 personnes qui travaillent directement ou indirectement pour les poteries.
En 1886, il y a encore 5 maisons avec 24 ouvriers et 10 manœuvres, bientôt réduites à 3 avec 17 ouvriers et 5 manœuvres.
Le 21 avril 1893, le potier Pierre-Duclaud Siretas a été décoré par décret de la médaille d'honneur pour ouvriers et employés comptant plus de trente ans consécutifs chez le même employeur, la maison Demas (Dumas ?) .

### XXesiècle
Le bâtiment a été créé au début du XXe siècle (en 1902) par Marius Anjaleras, né vers 1852 et issu d'une famille d'Usclade (Ardèche). À cette époque, les potiers exploitaient généralement des fours partagés repartis dans le village. Le but de la fabrique était de rompre avec ce modèle de fonctionnement et d'avoir sur le même site la préparation, la production, la cuisson de la terre, la décoration et le vernissage.
La fabrique achète en 1919 un gisement d'argile (parcelle appelée "le Maupas") et le terrain en face de la Fabrique (le "Petit Maupas") pour en traiter et préparer l'argile. Le traitement se fait dans les bassins et le "bourlo", cuve en pierre circulaire dans laquelle l'argile est lavée . La terre de ce gisement est d'excellente qualité et ne donne pas de goût aux aliments ce qui est un gros avantage pour les éléments de cuisine. Par contre, elle est poreuse, nécessitant ainsi d’être vernie ("terre vernissée") ce qui permet de rendre les pièces étanches et de donner une apparence brillante. 
À l'âge de 67 ans, Marius Anjaleras laissera la main à ses fils, Antonin et Numa en 1919 qui créèrent la société Anjaleras-Frères. La fabrique ne générant pas assez de revenus pour les 2 familles, Numa laissa la gestion de la Fabrique à Antonin et s'exila à Marseille. 
En 1931, la Fabrique essaye de monter en productivité en se mécanisant. Ainsi elle s’équipe de 2 chariots et de rails (rachetés à l'usine Rhône-Poulenc) pour faciliter l'acheminement de la terre entre le dépôt du Petit Maupas et les ateliers.
Antonin n'ayant pas d'héritier, il passera ensuite le relais en 1964 à Philippe Sourdive qui assurera la production jusqu'à son décès en 1978. Ses deux fils, Nicolas et Olivier reprennent ensuite la gestion de la fabrique.
Au cours du XXe siècle, des témoignages confirment la présence de plus de 10 personnes embauchées pour réaliser la production à la fabrique. On a notamment les témoignages de Félicien Besson  entré à la fabrique le 1er mai 1930 ou celui de Charles Chanteperdrix  (né en 1921) qui intégra la fabrique en tant que manœuvre 2 mois après l’obtention de son certificat d’études. Il y travaillera pendant 50 ans.
| Four :      | Brunier Gatien (manœuvre au four, à la terre, la carrière, et délavage de la terre) Chave Emile                                             |
| Tourneurs : | Anjaleras Antonin Boissy Pierre Chanteperdrix Charles Chave Emilien Chave René Demas Paul Jouve André Jouve Marcel Robin René Vinson Ernest |
| Manœuvres : | Besson Félicien (aux moules et à la cuisson) Vinson Frank                                                                                   |

La fabrique a fait l'objet d'un reportage dans la revue "Art et décoration : revue mensuelle d'art moderne" de 1938 qui a fait un reportage sur la production à la poterie en compagnie d'Antonin Anjaleras.
Parmi les petites pièces, la poterie proposait par exemple des "sifflets" ou des "rossignols" qui sont des petits outils en terre cuite représentant parfois des animaux, des personnages ou des formes abstraites. En les remplissant d'eau, on obtient un son proche du rossignol quand on souffle dedans.
Antonin a donné en 1945 des exemplaires de sa production au musée MNATP (Musée national des Arts et Traditions populaires de Paris) référencé 1945.12.1. Ce sifflet est maintenant exposé au MUCEM de Marseille (qui a remplacé le MNATP).

### XXIesiècle
Depuis le milieu du XXe siècle , l'activité a diminué, durement concurrencée par les nouveaux matériaux amenant la fabrique à baisser sa production puis fermer fin 2012, date de cessation d'activité de la SARL "Poterie de Cliousclat".
Pour maintenir une activité de poterie sur le village, en attendant de relancer la fabrique, la mairie a demandé à un potier formé à Cliousclat (Richard Esteban, potier installé à Aigues-Vives) d’y exposer et vendre une partie de sa production. Il avait rejoint Philippe Sourdive en 1975 en tant que tourneur et resta sur le site jusqu'en 1978.
Grâce aux collectivités locales (Communauté de communes du Val de Drôme, Conseil départemental de la Drôme, Région Auvergne-Rhône-Alpes, Commune de Cliousclat) l'activité a pu redémarrer en 2012. Une SCIC (Société Coopérative d’Intérêt Collectif) et une souscription publique ont été lancées . Un cabinet d'architectes a été mandaté pour réaliser un audit de l'état initial du site et préconiser des évolutions en conformité avec le cahier des charges des Monuments Historiques.
Dans la foulée, un gros chantier de restauration de la fabrique a déjà été réalisée (phase 1 et 2) :
- Phase 1 (automne 2016) : réhabilitation de l'atelier historique, réfection des toitures
- Phase 2 (été 2018) : aménagement de nouveaux ateliers et de logement pour les potiers en formation

Les phases suivantes restent à engager : la phase 3 concerne notamment l'espace vente et la phase 4 concerne la zone d'exposition (éventuellement associé à un espace "musée"), les extérieurs...
Actuellement, une équipe de 5 personnes prend en charge la gestion et l'activité de la fabrique. Elle produit des grosses pièces pour le jardin (jarres, vases...), des outils de cuisine (assiettes, plats, tasses...) ainsi que de petites pièces fantaisie. La fabrique estime qu'après 120 ans d'activité, la 10 000 000e pièce sera produite pendant l'année 2019. Environ 1 200 tonnes d’argiles seront passés sur les tours et dans le four.
Les méthodes et les moyens de production ont été préservés dans cette modernisation. Les tours ne sont plus entraînés par les pieds des potiers mais par des moteurs électriques mais pour l'essentiel, le site et les méthodes de production sont peu différents de ce qu'ils étaient il y a un siècle.
Pour perpétuer cette tradition, la mairie et l'association "Cliousclat D554" organisent tous les 2 ans (en alternance avec celui de la maison de la céramique à Dieulefit) un grand marché des potiers , avec expositions dans le village. Pendant 2 jours (samedi et dimanche) les potiers locaux ou invités (environ 40 lors des dernières éditions) exposent leurs productions dans la rue principale du village. La dernière édition a eu lieu pendant l'été 2018.
L'émission "La maison France 5" a proposé une émission le 18/10/2019 centrée sur Mirmande et Cliousclat pendant laquelle la fabrique a été présentée.

## Les étapes de production
Les principales étapes sont les suivantes  :
Préparation d'argile

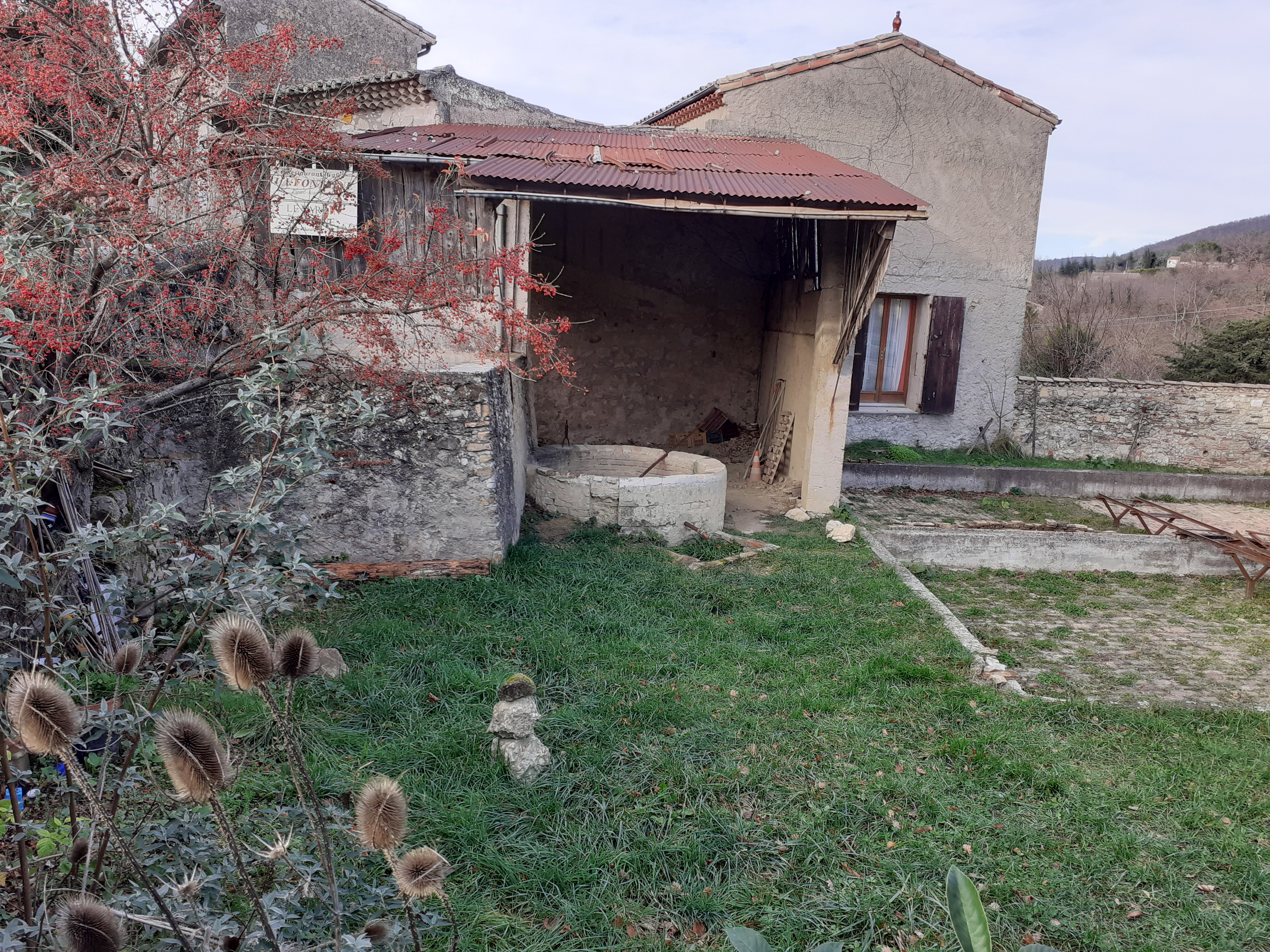
Boulo et bassins de décantation.

La carrière du Maupas était la ressource en argile pour la poterie de Cliousclat mais certains potiers prenaient l’argile directement dans leur jardin. On commençait l’extraction au mois de mars et cela durait jusqu’au mois de septembre pour former les stocks pour l’hiver. La terre est séchée en plein air et régulièrement remuée. La terre est ensuite "délavée" dans le "bourlo" circulaire : de l'eau est ajoutée et l'ensemble est brassé avec un râteau pour obtenir un mélange propre et homogène. Le bourlo est tamisé et vidé dans les bassins de séchage dont le fond est couvert de sable. La surface de l'argile est marquée par un quadrillage qui permettra de marquer les pains. Une fois prêts, les pains sont amenés à la fabrique par des wagonets tirés par un treuil. L'ensemble du processus de production est géré par le "faiseur de terre".
Tournage

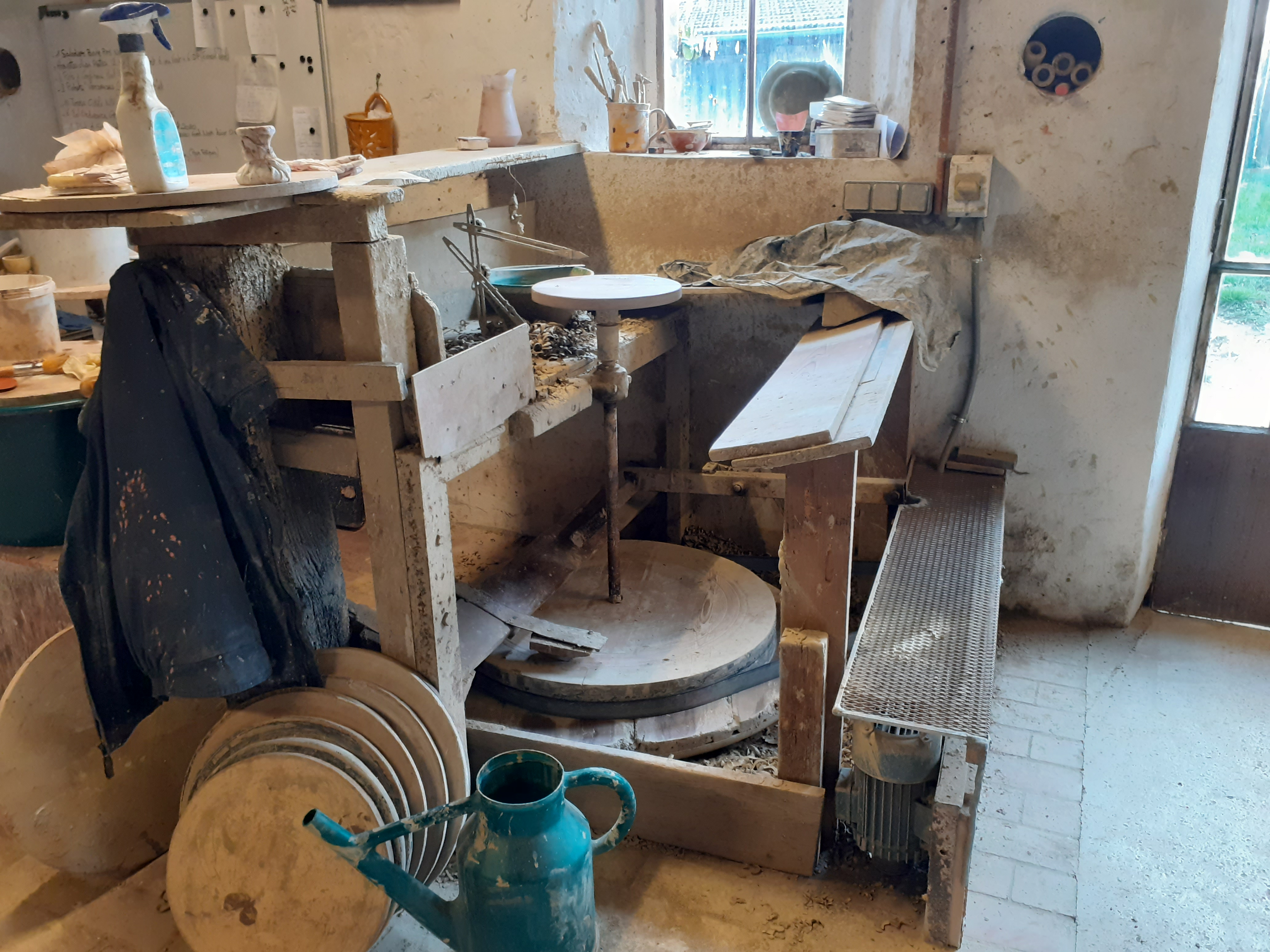
Un des tours de potiers.

Avant tournage , un malaxage permet d'extraire les bulles d'air présentes dans la terre avant de la travailler pour éviter tout risque de casse lors de la cuisson. Un bloc de terre de la terre correspondant à l'objet à tourner est mis sur la "girelle" (plateau supérieur du tour). Jusqu'en 1960, le potier actionne le tour avec les pieds en utilisant "volant" (plateau inférieur du tour). Les tours ont ensuite été électrifiés, permettant au potier de se concentrer sur le travail de la terre. Dès l'age de 12 ans, les enfants du village sont formés à tourner la terre. Chaque potier marque ses pièces et la paye se fait en fonction de la production de chacun.
Séchage
Une fois la pièce tournée, elle est dite "crue". Elle est posée sur une planche proche du tour pour un premier séchage puis une fois la planche pleine, elle est transférée sur des barres de séchage extérieures . Le séchage est complété par un stockage au voisinage du four (à l’étage ou il fait 80°). A cette étape, pièces nécessitant l'ajout de compléments (anses,...) sont reprises.
Décoration
Avant la décoration, la pièce doit d'abord être engobée. L'engobe est un mélange d'argile, d'eau et d'oxydes colorants. Selon la composition de l'engobe et des oxydes métalliques ajoutés lors de la préparation, le rendu après cuisson donnera les couleurs jaune, vert et miel qui sont les principales couleurs utilisées dans la production de le fabrique (oxyde de fer pour l'orange/rouge, cuivre pour le vert etc.). Cette pâte est étalée à l'intérieur comme à l'extérieur de la pièce. Le clou est ensuite utilisé pour graver la surface et réaliser des figures. Pour mélanges plusieurs couleurs, le potier se sert de "poires" ou "barolets" contenant des engobes différents.
Vernissage

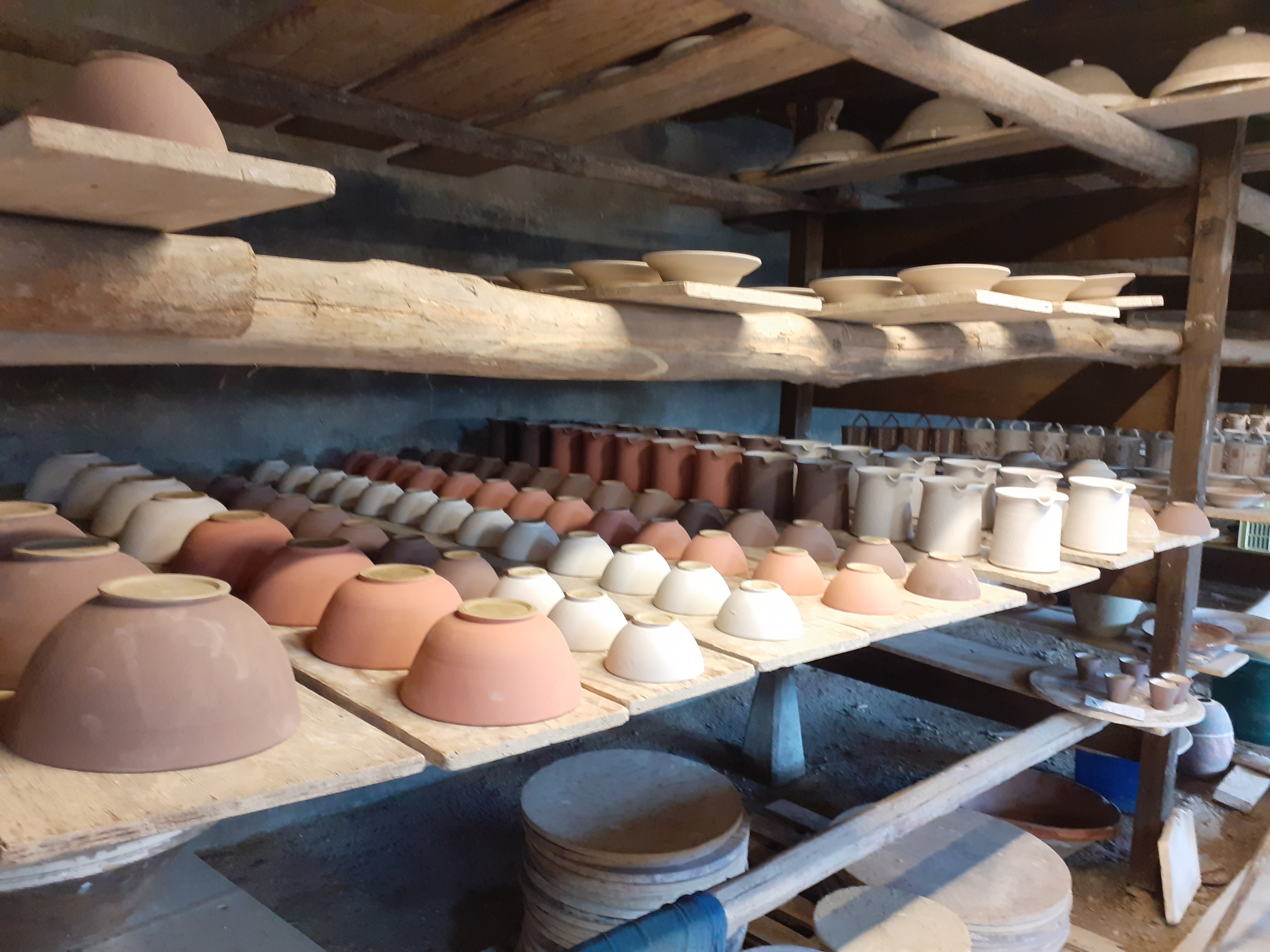
Séchage de pièces crues.

Le rôle du vernissage est à la fois esthétique (présenter un aspect brillant) mais surtout utilitaire : il permet de rendre étanche les pièces de poterie. En raison du cout élevé de l'opération, souvent seule la face intérieure est traitée. Le vernis est aussi appelé "l'alquifoux", constitué à base de minéral, sable et terre broyés ensemble. Il peut également contenir des oxydes métalliques pour compléter la coloration. Le vernis est importé d'Espagne et broyé au village de Poët-Laval jusqu'en 1920 puis sur place après cette date. 
Cuisson
Le bois nécessaire à la cuisson est livré sous forme de fagots par les "bouscatiers" qui collectent le bois dans les forêts environnantes (Mirmande, Allex, Grâne, Loriol...). Certaines essences comme le pin sont privilégiées car elles dégagent peu de cendres qui risqueraient se coller sur les pièces. Le four de 20 m3 est chargé au maximum, les petites pièces en haut et les grosses en bas puis l'ouverture est murée par des briques. La cuisson dure environ 18 heures et peut consommer 600 fagots. La température monte progressivement à une température de 980° ce qui permet de limiter les risques de casse. Symétriquement, à l'issue de la cuisson, les cheminées sont fermées pour une descente en température progressive. Initialement, il fallait monter sur le toit pour fermer les cheminées. Après guerre, des leviers permettent plus facilement d'ouvrir ou fermer les cheminées. Une fois la température redescendue, le mur de briques est cassé et les pièces extraites. Les « Chats noirs » sont chargés d’enfourner/défourner les pièces. Ils travaillaient en général par 2, un qui approchait les pièces et un qui chargeait le four. Il y avait 5 ou 6 cuissons par mois ce qui représente un stock de fagots très important. En 1930, un important incendie dans le village a mis en évidence le danger de ces stocks de bois et la décision a été prise de stocker cette ressource à l'extrémité du village.

Une fois les pièces terminées, elles partent pour être vendues et sont acheminées en majorité à la gare de Loriol par les "charretiers" pour être distribuées par le rail.

## Le site
La poterie est située à l'extrémité est du village. Elle s'est agrandie progressivement au fur et à mesure de la croissance d'activité jusqu'à occuper actuellement environ 1 700 m2 au sol. A l'étage on retrouve des bureaux et logements.
| 1  | Le Petit Maupas (préparation de la terre)         | - m2   |
| 2  | Cave à terre / Pourrissement                      | 32 m2  |
| 3  | Stockage et boudinage                             | 25 m2  |
| 4  | Préparation engobe                                | 20 m2  |
| 5  | Tours traditionnel et salle de séchage intérieure | 165 m2 |
| 6  | Zone décoration                                   | - m2   |
| 7  | Salle de four                                     | 60 m2  |
| 8  | Cour de séchage extérieure                        | 500 m2 |
| 9  | Séchoir abrité                                    | - m2   |
| 10 | (extension en cours) Ateliers relai               | - m2   |
| 11 | (extension possible) Musée                        | - m2   |

La rénovation permet au site d’être conforme aux normes en vigueur pour un établissement ERP (Établissement Recevant du Public). Sur l’année 2018, environ 20 000 visiteurs ont été accueillis.

## Galerie

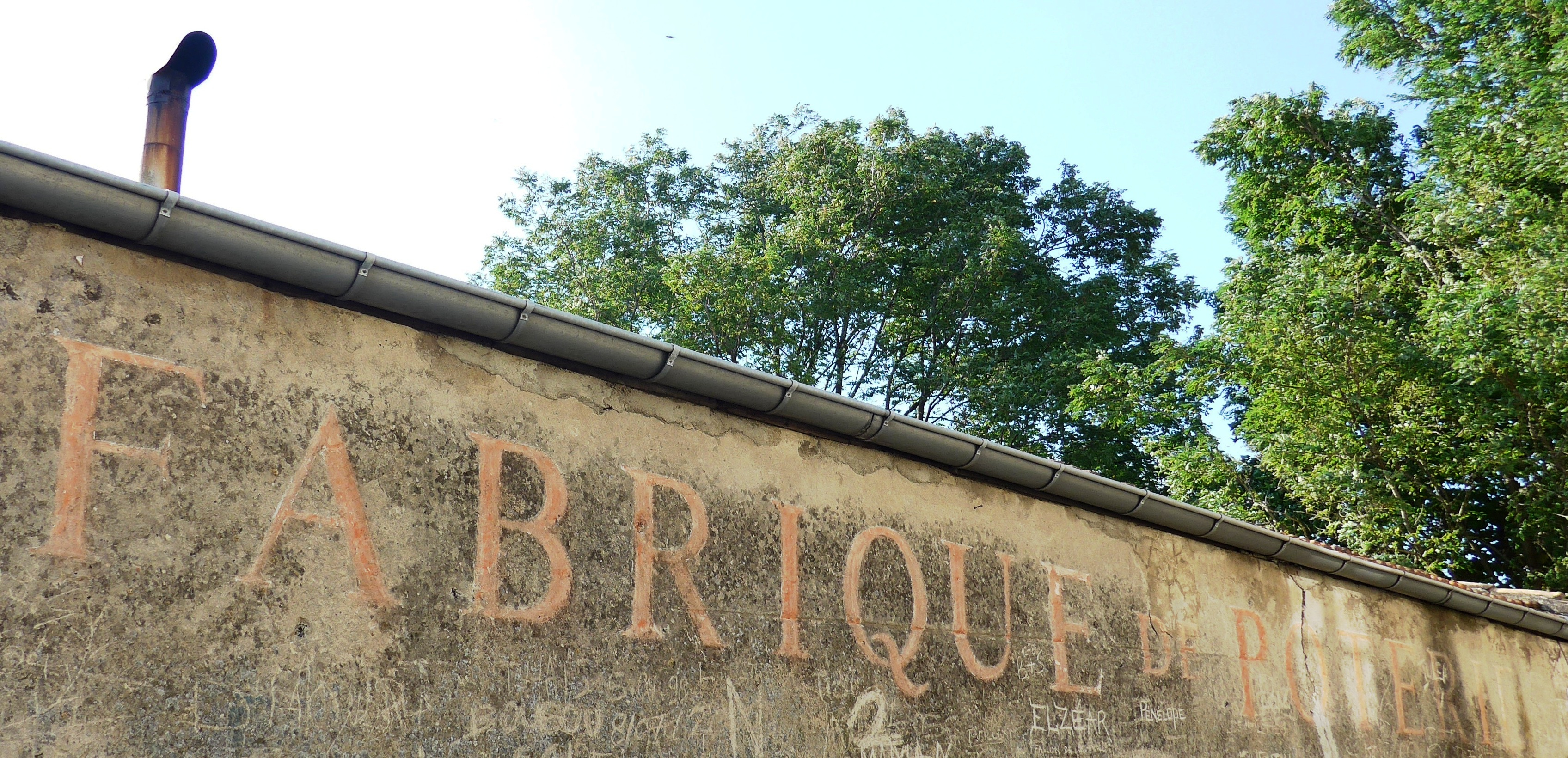
Façade nord de la fabrique et entrée.
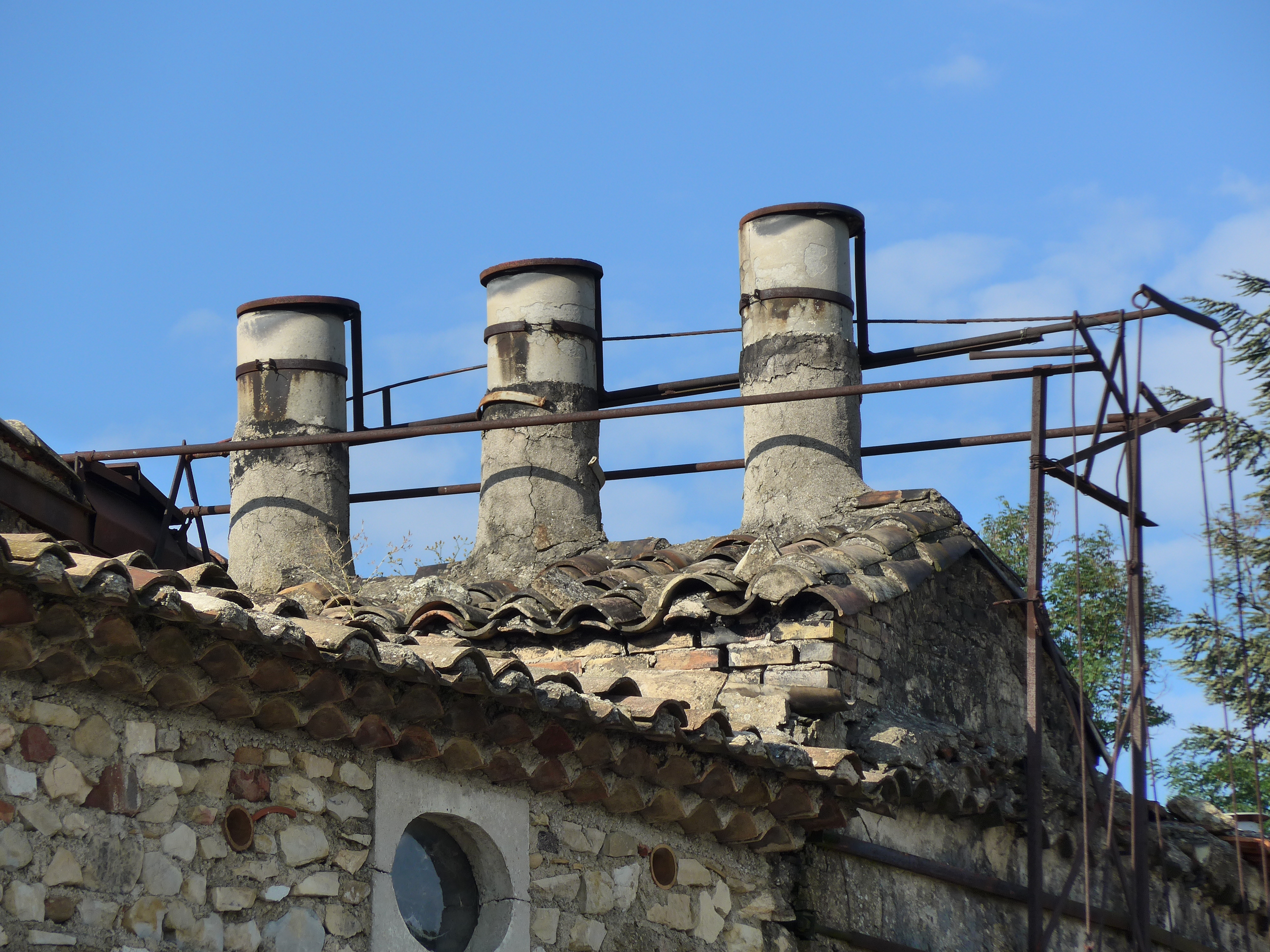
Cheminées du four avec commandes de fermeture.
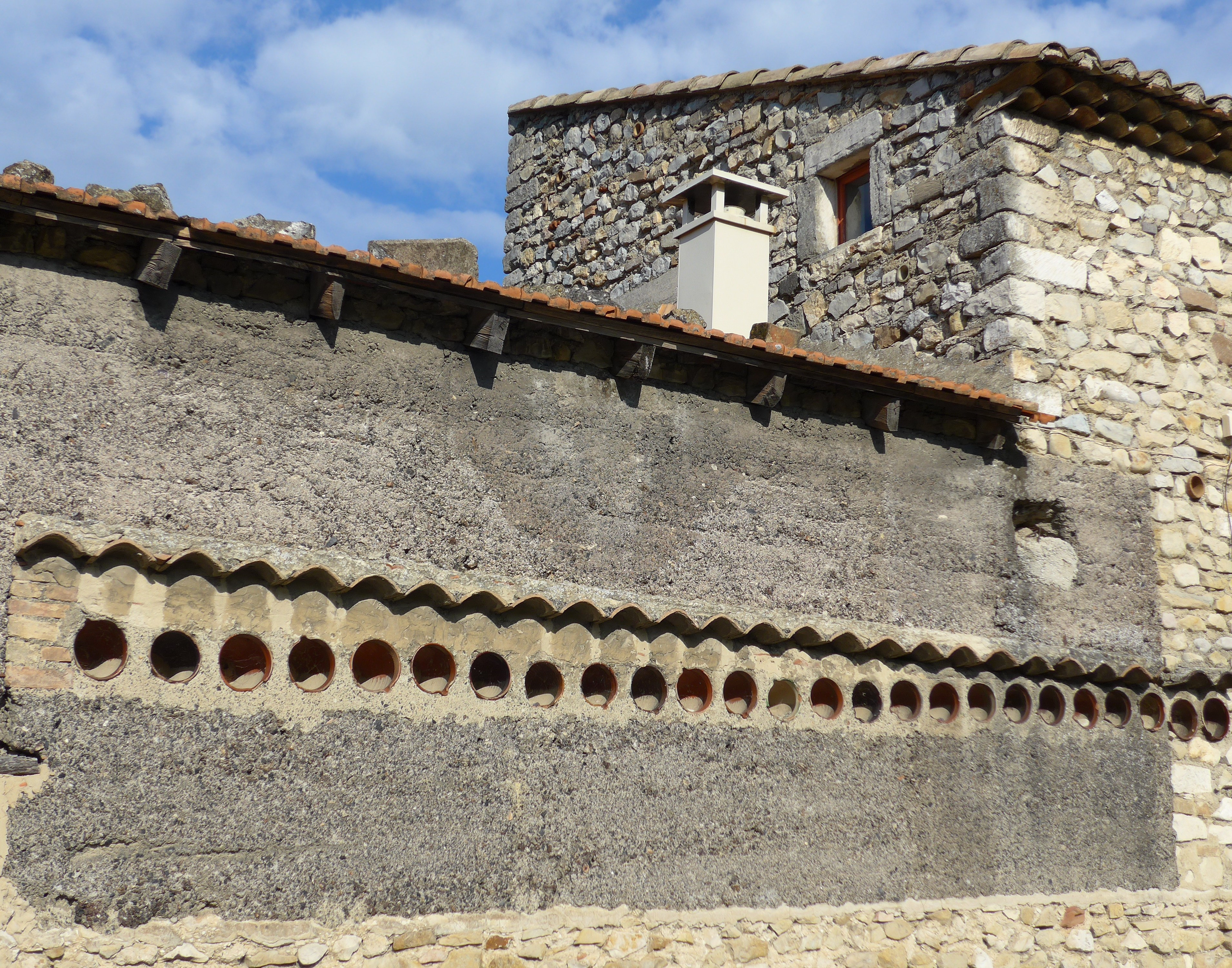
Ateliers.
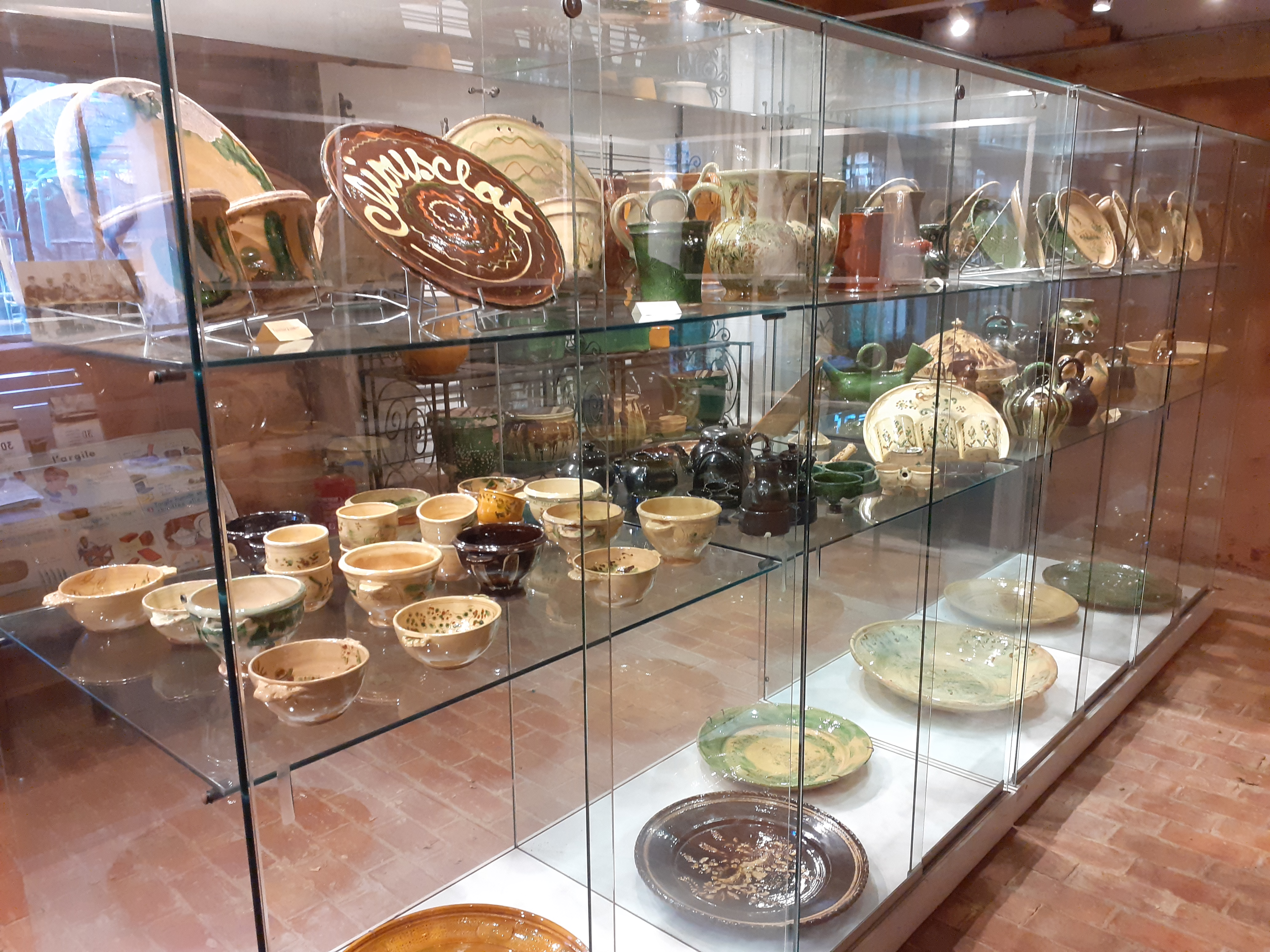
Exposition de la production.
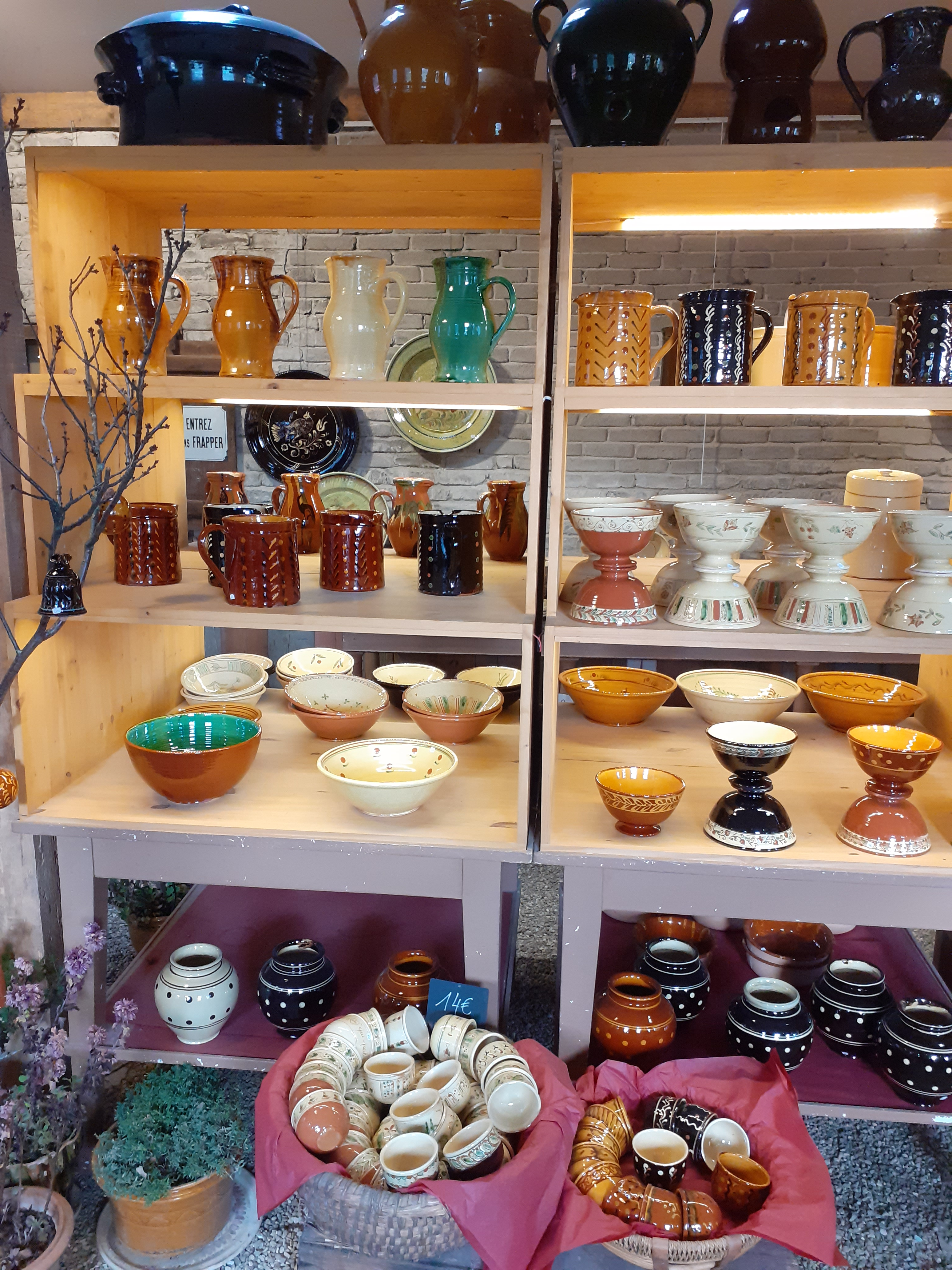
Petites pièces.
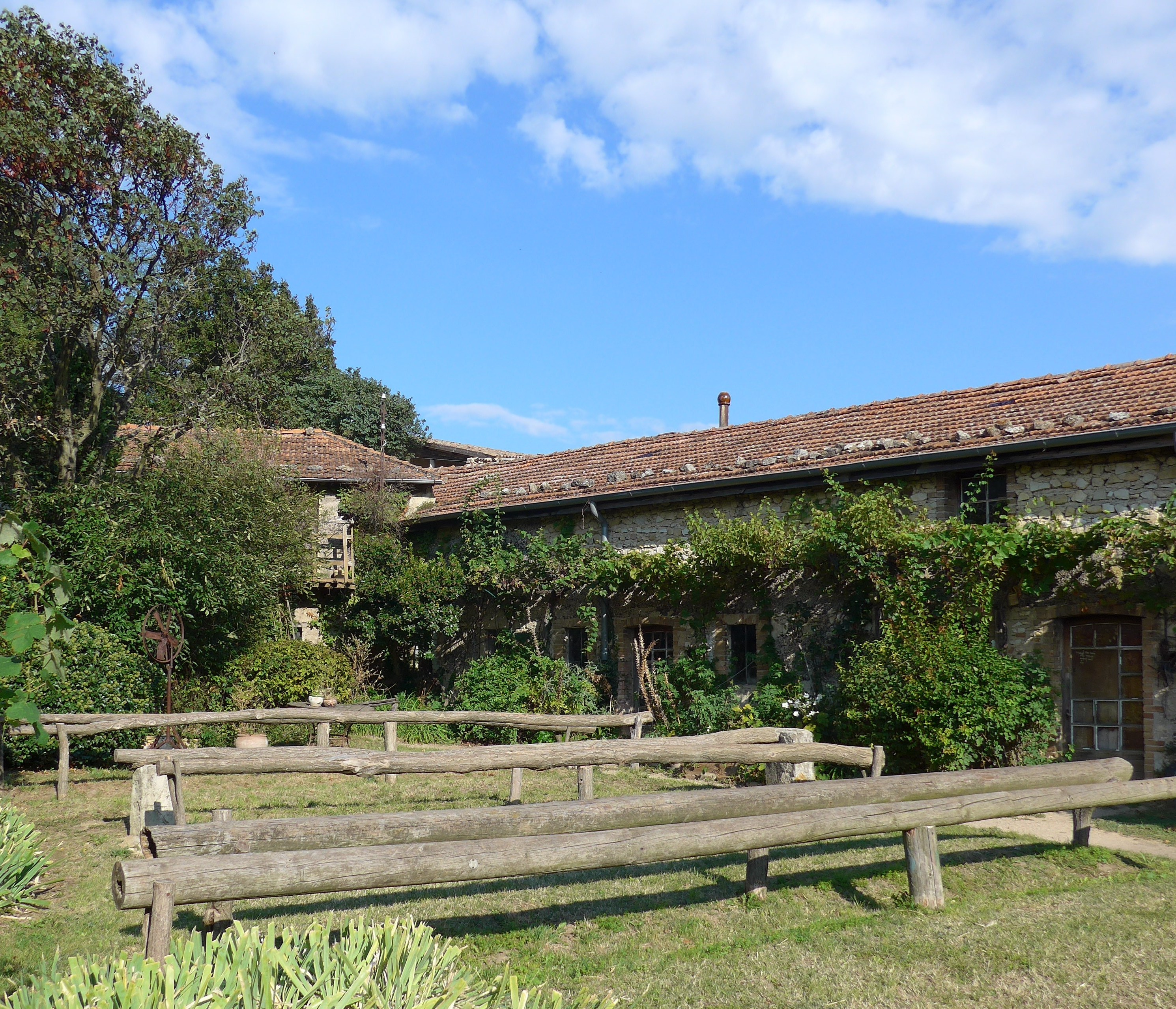
Barres de séchage extérieures.
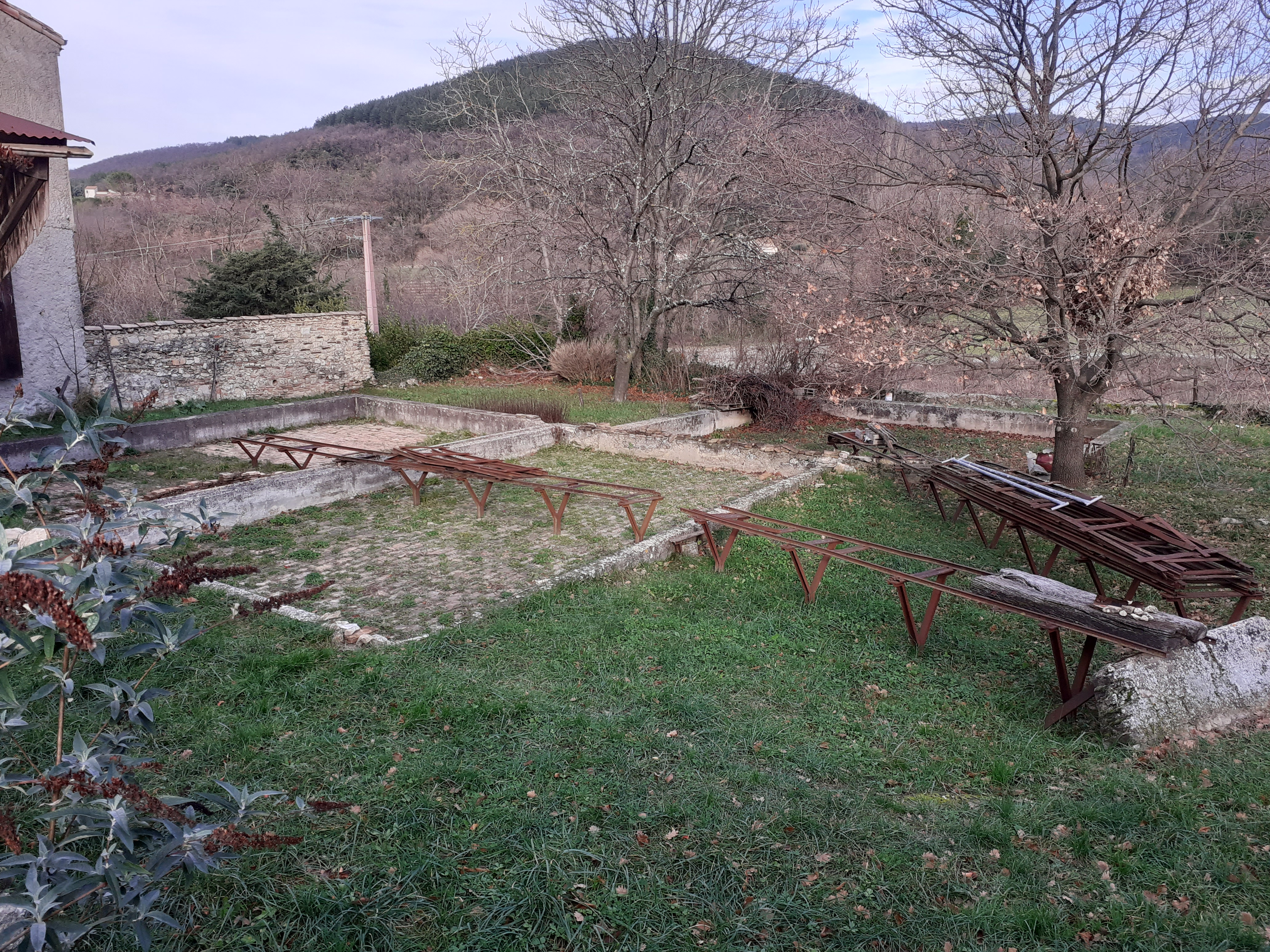
Rails et bassins de décantation.